# San Daniele del Friuli
San Daniele del Friuli – miejscowość i gmina we Włoszech, w regionie Friuli-Wenecja Julijska, w prowincji Udine.
Według danych na rok 2004 gminę zamieszkiwały 7892 osoby, 232,1 os./km².

## Miasta partnerskie
- Altkirch
- Hersbruck
- Millstatt am See